# Cléon
Pour les articles homonymes, voir Cléon (Seine-Maritime), Moteur Cléon-fonte et Empire galactique (Asimov).
Sauf précision contraire, les dates de cet article sont sous-entendues « avant l'ère commune » (AEC), c'est-à-dire « avant Jésus-Christ ».
Cléon (en grec ancien Κλέων / Kléôn), du dème de Cydathénée, est un homme politique athénien qui fut un des successeurs de Périclès, et qui s'est illustré au cours de la guerre du Péloponnèse grâce à un coup d'éclat dans la réduction du blocus de l'îlot de Sphactérie.

## Famille
Fils d'un riche tanneur, Cléainétos, il épouse probablement une fille d'un certain Dikaiogenes, et sœur de Menexenos, phylarque de Cydathénée décédé en -429. De cette union ils ont ;
- Menexenos, né vers -435, père de Cléon, bouleute en -371 ;
- Kleomedon, né vers -430, décédé en -381, Choregos, père de Cléon, syntriérarque en -356[1].

## Biographie
Il avait hérité de l'entreprise familiale, ce qui faisait de lui un personnage vulgaire dont Aristophane a fait une violente caricature dans plusieurs de ses comédies. Il est considéré comme le type même du démagogue.
Le caractère de Cléon ne nous est connu que par Thucydide, qu'il fit exiler, et qui le présente comme « le plus violent des citoyens et fort écouté du peuple » ; il est surtout raillé par Aristophane, qu'il avait poursuivi en justice et qui lui était violemment hostile d'abord parce que Cléon, un des meneurs du parti populaire, était un fanatique. Il est présenté dans Les Cavaliers comme un parvenu sans éducation, violent et vantard, à travers le personnage d'un esclave tanneur nommé Paphlagon, « une espèce de génie dans le domaine de la fourberie et de la calomnie », qui à force d'hypocrisie, exploite le peuple athénien.
Politiquement Cléon est représentatif d'une nouvelle génération d'hommes politiques athéniens issus de milieux populaires, ce qu'il revendique avec fierté, et éloignés des grandes familles qui jusque-là dominaient la vie publique athénienne. Cette nouvelle génération cherche à s'imposer comme héritière de la politique de Périclès et développe pour cela une politique jusqu'au-boutiste ; mais la politique intérieure de Cléon ne lui permettait pas de réaliser ses vastes desseins expansionnistes : il augmenta le salaire des héliastes de deux à trois oboles à un moment où le nombre d'Athéniens sans ressources ne cessait de croître du fait de la guerre, ce qui fut perçu comme une décision d'assistance aux plus pauvres. La forte augmentation du phoros, tribut que devaient payer les alliés, est probablement à mettre aussi à son actif. Au moment de la révolte de Mytilène, en 428 av. J.-C., il fit voter un décret ordonnant au stratège Charès, chargé de mater la rébellion, de mettre à mort toute la population mâle de l'île ; mais le décret fut rapporté dès le lendemain, et cet ordre, annulé. En 423 av. J.-C., il fit passer de nouveau un décret demandant la destruction de Skionè en Chalcidique et l'exécution de ses citoyens. De telles mesures, où la démagogie au plan intérieur le disputait à la terreur à l'égard des cités de la ligue, eurent pour effet de vider le trésor et de préparer la révolte et la sécession des alliés d'Athènes.
Après la prise de Sphactérie et la reddition des Lacédémoniens, la supériorité militaire terrestre de Sparte fut tellement remise en cause que la cité proposa une paix blanche à Athènes. Cette dernière refusa sous l'influence de Cléon. Après ce succès inattendu de Sphactérie, Cléon, devenu le maître d'Athènes, reçut l'honneur de prendre ses repas au Prytanée et de s'asseoir au premier rang au théâtre, traitement de distinction réservé aux bienfaiteurs de la cité.
Cléon fut tué lors de la bataille d'Amphipolis, en 422 av. J.-C., face au général spartiate Brasidas qui mourut également pendant le combat. Après sa mort, Aristophane qui fut son ennemi irréductible, s'est flatté d'« avoir eu la pudeur de ne plus le piétiner. »

## Dans la culture populaire
Cléon est présent dans le jeu vidéo Assassin's Creed Odyssey en tant que personnage non-jouable. Il y apparaît en tant qu'adversaire politique de Périclès, puis comme dirigeant d'Athènes. Cependant certains aspects de sa vie ont été modifiés comme les circonstances de sa mort.